# Giovane
Giovane Santana do Nascimento, plus connu sous le nom de Giovane, né le 24 novembre 2003 à Campinas au Brésil, est un footballeur brésilien qui évolue au poste d'attaquant à l'Hellas Verona.

## Biographie

### Carrière en club
Né à Campinas au Brésil, Giovane est formé par le Capivariano FC, avant de rejoindre en 2021 le SC Corinthians, où il commence sa carrière professionnelle.
Il joue son premier match avec l'équipe première du club le 10 avril 2022, remplaçant Róger Guedes dans une victoire 3-1 à l'extérieur contre Botafogo en Série A.

### Carrière en sélection
En septembre 2022, Giovane est convoqué pour la première fois avec l'équipe du Brésil des moins de 20 ans, prenant part à un match amical contre l'Ouzbékistan,.
Le 8 décembre 2022, il est convoqué par Ramon Menezes pour le Championnat d'Amérique du Sud des moins de 20 ans qui a lieu début 2023,.
Le Brésil remporte le championnat pour la première fois en 12 ans, après avoir battu l'Uruguay, son dauphin, lors de la dernière journée,.

## Palmarès
Brésil -20 ans
- Championnat d'Amérique du Sud
  - Champion en 2023